# Kuklík
Kuklík település Csehországban, a Žďár nad Sázavou-i járásban. Kuklík Věcov, Nové Město na Moravě, Sněžné, Kadov és Líšná településekkel határos. Lakosainak száma 196 fő (2024. január 1.).

## Népesség
A település lakosságának változását az alábbi diagram mutatja:
| Lakosok száma | 586  | 596  | 414  | 270  | 205  | 173  | 194  | 205  | 194  | 196  |
|               | 1869 | 1890 | 1921 | 1950 | 1980 | 2001 | 2017 | 2019 | 2022 | 2024 |